# Great Western Railway (operatore ferroviario)

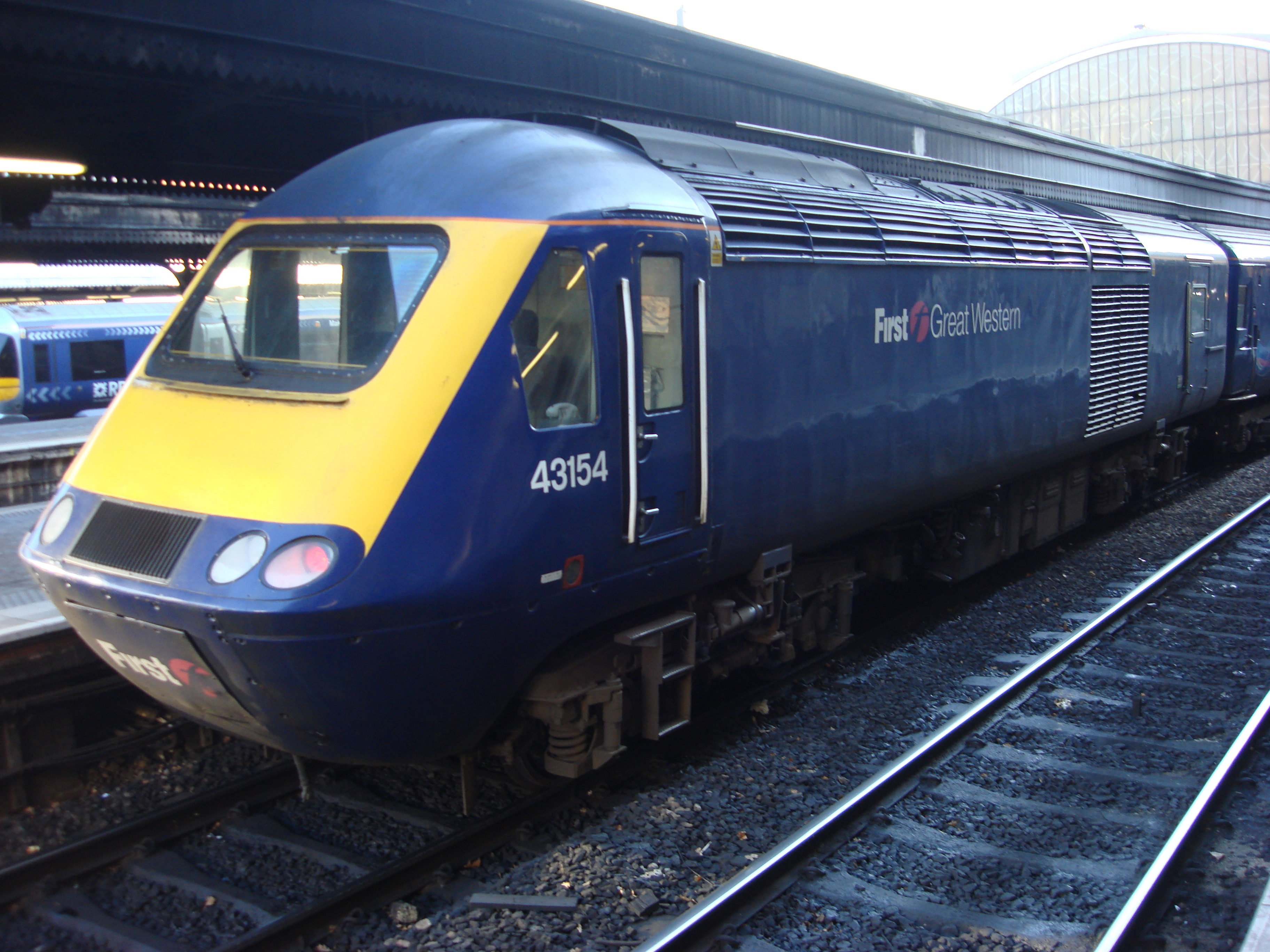
Il 43154 sulla linea Paddington 1

Great Western Railway è un operatore ferroviario del Regno Unito appartenente al gruppo FirstGroup; esso collega la capitale britannica, con treni ad alta velocità partenti dalla stazione di Paddington, con l'Inghilterra sud-occidentale e il Galles meridionale e gestisce servizio locale tra Londra e la Valle del Tamigi e i servizi locali nell'Inghilterra sud-occidentale.
La compagnia, operativa dal 2006 al 2015 col nome First Great Western, può essere considerata, per i servizi a lunga percorrenza, come la reincarnazione dell'omonima compagnia ferroviaria operativa fino al 1948, una delle compagnie più prestigiose del Regno Unito, e poi parte delle British Railways.
I principali treni a lunga percorrenza della Great Western Railway, portano un nome risalente all'epoca d'oro delle ferrovie nel Regno Unito.
I treni con nome attualmente in servizio sono:
- The Bristolian (Londra-Bristol)
- Cathedrals Express (Londra-Hereford)
- Cheltenham Spa Express (Londra-Cheltenham)
- Cornish Riviera Express (Londra-Penzance)
- The Golden Hind (Londra-Penzance)
- The Mayflower (Londra-Plymouth)
- Night Riviera (Londra-Penzance) espresso di soli vagoni letto
- The Red Dragon (Londra-Swansea)
- The Royal Duchy (Londra-Penzance)
- The Saint David (Londra-Swansea)
- The Atlantic Coast Express (Londra-Newquay)
- The Torbay Express (Londra-Paignton)